# Gemeinde Šentjernej

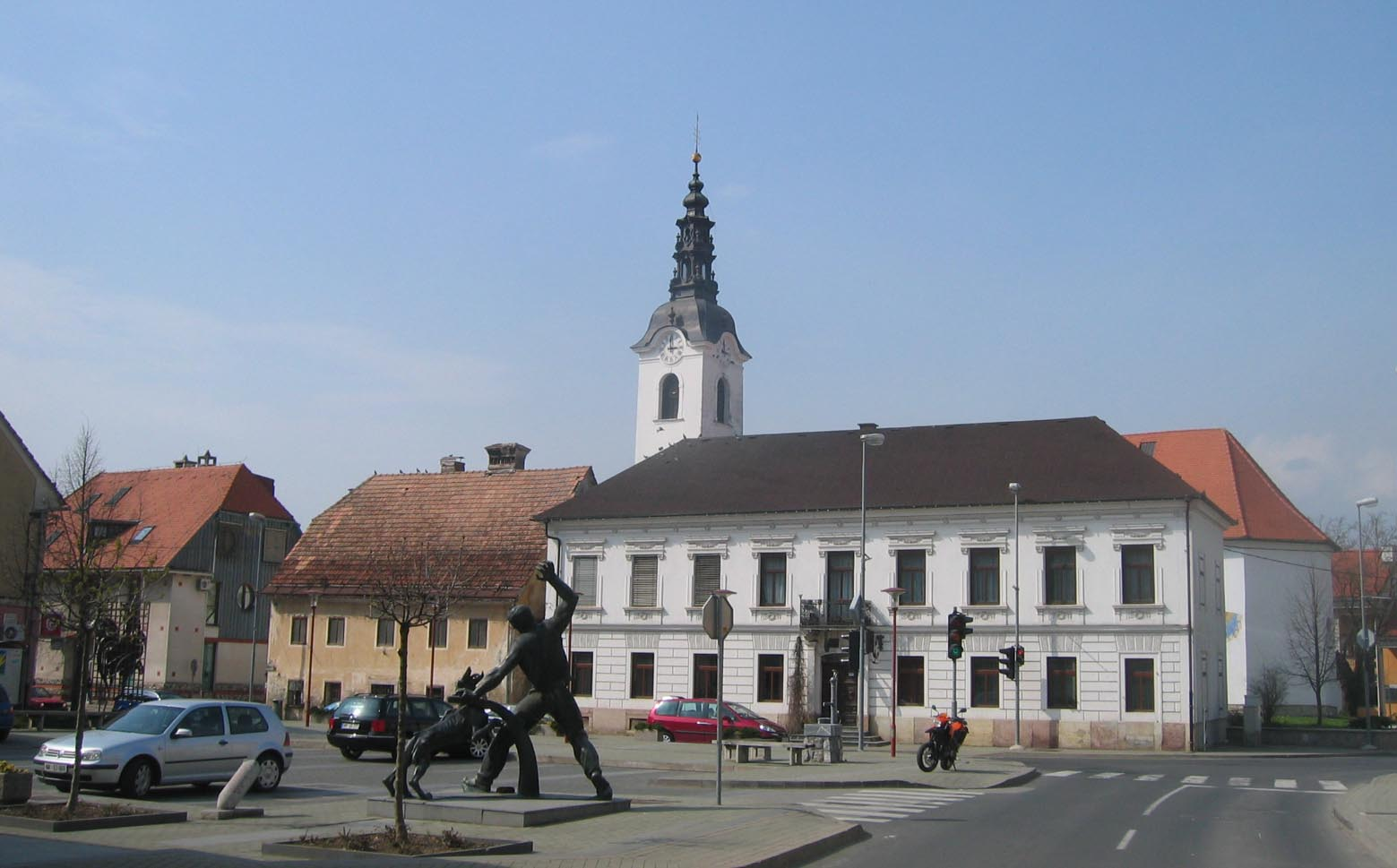
Zentrum von Šentjernej

Die Gemeinde Šentjernej (deutsch: Sankt Barthlemä) ist eine aus 57 Ortschaften Gemeinde in der Region Dolenjska (Unterkrain), Region  Jugovzhodna Slovenija, in Slowenien. Sie ist benannt nach ihrem Hauptort Šentjernej.

## Lage
Die Gemeinde liegt an der kroatischen Grenze im stark bewaldeten Bergland Gorjanci (Sichelgebirge).

## Ortsteile
- Apnenik
- Breška vas
- Brezje pri Šentjerneju
- Cerov Log
- Čadraže
- Čisti Breg
- Dobravica
- Dolenja Brezovica
- Dolenja Stara vas
- Dolenje Gradišče pri Šentjerneju
- Dolenje Mokro Polje
- Dolenje Vrhpolje
- Dolenji Maharovec
- Drama
- Drča
- Gorenja Brezovica
- Gorenja Gomila
- Gorenja Stara vas
- Gorenje Gradišče pri Šentjerneju
- Gorenje Mokro Polje
- Gorenje Vrhpolje
- Gorenji Maharovec
- Groblje pri Prekopi
- Gruča
- Hrastje
- Hrvaški Brod
- Imenje
- Javorovica
- Ledeča vas
- Loka
- Mali Ban
- Mihovica
- Mihovo
- Mršeča vas
- Orehovica
- Ostrog
- Polhovica, Prapreče pri Šentjerneju
- Pristava pri Šentjerneju
- Pristavica
- Rakovnik
- Razdrto
- Roje
- Sela pri Šentjerneju
- Šentjakob
- Šentjernej
- Šmalčja vas
- Šmarje
- Tolsti Vrh
- Veliki Ban
- Volčkova vas
- Vratno
- Vrbovce (Šentjernej)
- Vrh pri Šentjerneju
- Zameško
- Zapuže
- Žerjavin
- Žvabovo

## Nachbargemeinden
| Šmarješke Toplice | Skocjan                                     | Krško                |
| Novo mesto        | Kompassrose, die auf Nachbargemeinden zeigt | Kostanjevica na Krki |
| Novo mesto        | Kroatien                                    | Kroatien             |

## Geschichte
Bis zum Ende der Habsburgermonarchie gehörte Šentjernej zum Kronland Krain, wobei Šentjernej eine eigene Gemeinde bildete. Diese war Teil des Gerichtsbezirks Landstraß bzw. des Bezirks Gurkfeld gewesen.

## Sehenswürdigkeiten
- Freilichtmuseum Pleterje. In einem 200 Jahre alten Gehöft auf dem Šentjernej-Feld werden Traditionen und Handwerk gezeigt.[5]
- Wanderungen um Šentjernej auf komoot.de
- Europäisches Vogelschutzgebiet Gluha loza
- Kartause Pleterje, das einzige in Slowenien noch bestehende Kartäuserkloster[6]